# Gina Bellman
Gina Bellman, född 10 juli 1966 i Auckland, Nya Zeeland, är en brittisk skådespelerska. 
Bellman är känd för sina roller i TV-serierna Coupling, Leverage och Leverage: Redemption.

## Filmografi i urval
- 1985 – Kung David
- 1989 – Blackeyes (miniserie)
- 1991 – Hemliga vänner
- 1994 – Little Napoleons (TV-serie)
- 1996 – Silent Trigger (TV-serie)
- 1999 – Jonathan Creek (TV-serie)
- 2000–2004 – Coupling (TV-serie)
- 2007 – Jekyll (miniserie)
- 2008–2012 – Leverage (TV-serie)
- 2021-  – Leverage: Redemption (TV-serie)